# Henschel AA12
Der Typ Henschel AA12 ist eine Baureihe von vierachsigen dieselelektrischen Lokomotiven, die die Firma Henschel 1960/61 an die Ägyptischen Staatsbahnen Egyptian National Railways (ENR) lieferte. Es handelte sich um Schwestermaschinen der stärkeren, sechsachsigen Bauart AA16, von der 38 Exemplare in den Jahren 1959/60 gebaut worden waren.

## Geschichte und Beschreibung
Die AA12 entstand unter Verwendung von Lizenzen der US-amerikanischen General Motors Electro-Motive Division (GM-EMD). Mit den als „Bulldog nose“ bezeichneten Lokomotivenden, die erstmals bei der EMD E-Serie auftraten, gehört sie wie die Victorian Railways Class B 60 und die NOHAB AA16 zur Familie der EMD F7.
Bereits 1957 hatte Henschel dreizehn optisch ähnliche Lokomotiven der Baureihe KK16 nach Ägypten geliefert. Diese zweimotorigen Maschinen waren als Güterzugloks für den Betrieb von Erzzügen entstanden. Die AA12 hingegen war für den Einsatz vor Reisezügen konzipiert.
Anders als die KK16 wies die AA12 nur noch einen Dieselmotor auf. Der 12-zylindrige Motor des Typs 12-567 C von EMD leistete 1048 kW. Über einen Generator lieferte er den Strom für vier Elektromotoren, die die Achsen der beiden zweiachsigen Drehgestelle mit der Achsfolge Bo’Bo’ antrieben. Mit einer Länge über Puffer von 18.972 mm war die AA12 ca. 2,5 m kürzer als die AA16, mit einer Dienstmasse von 88 t 24 t leichter. Die Höchstgeschwindigkeit der AA12 lag bei 100 km/h (AA16: 120 km/h). Mit ihren übereinander angeordneten Scheinwerfern erinnerten ihre Fronten stark an ihre US-amerikanischen Vorbilder. Zum Schutz vor Steinschlag waren die Frontfenster mit Schutzgittern versehen.
Insgesamt wurden 70 Maschinen dieses Typs von Henschel gebaut und an die ENR geliefert. Sie erhielten in Ägypten die Betriebsnummern 3601 bis 3670. Die Loks waren blau lackiert und wiesen unterhalb des Lüfterbands drei parallele Zierstreifen in den ägyptischen Landesfarben rot-weiß-schwarz auf, die an den Fronten V-förmig nach unten gezogen waren.